# Josh Pask
Joshia David Pask (Waltham Forest, Londres, Inglaterra, 1 de noviembre de 1997) es un futbolista inglés. Juega de defensa y su equipo es el The New Saints F. C. de la Cymru Premier de Gales.

## Trayectoria
Pask comenzó su carrera en el club de su localidad, el West Ham United. Se unió a los Hammers a los ocho años de edad. Él progresó en su paso por la Academia, y firmó una beca deportiva por dos años en el verano de 2014, después de rechazar una oferta por parte del Arsenal. En noviembre de 2014, él firmó su primer contrato profesional a la edad de 17 años, en un acuerdo por tres años. En octubre de 2015 firmó un préstamo por un mes con el Dagenham & Redbridge, contrato que fue extendido en noviembre. El 8 de agosto de 2016, Pask vistió la camiseta del Gillingham de la League One, en un préstamo de una temporada. Debutó con el Gillingham al día siguiente en la victoria por 3-1 al Southend United en la League Cup.
Fue liberado del West Ham United al término de la temporada 2018-19.
Tras su salida del West Ham fichó por el Coventry City por tres años.
El 29 de junio de 2022, fichó por el club galés The New Saints F. C. de la Cymru Premier.

## Estadísticas

### Clubes
Actualizado al último partido disputado el 6 de noviembre de 2018.
| West Ham United Inglaterra        | 1.ª           | 2015-16       | 0  | 0 | 0 | 0 | 0 | 0 | 0  | 0 | 0  | 0 |
| West Ham United Inglaterra        | 1.ª           | 2016-17       | 0  | 0 | 0 | 0 | 0 | 0 | 0  | 0 | 0  | 0 |
| West Ham United Inglaterra        | 1.ª           | 2017-18       | 0  | 0 | 0 | 0 | 0 | 0 | 0  | 0 | 0  | 0 |
| West Ham United Inglaterra        | Total club    | Total club    | 0  | 0 | 0 | 0 | 0 | 0 | 0  | 0 | 0  | 0 |
| Dagenham & Redbridge Inglaterra   | 4.ª           | 2015-16       | 5  | 0 | 0 | 0 | 0 | 0 | 1  | 0 | 6  | 0 |
| Dagenham & Redbridge Inglaterra   | Total club    | Total club    | 5  | 0 | 0 | 0 | 0 | 0 | 1  | 0 | 6  | 0 |
| Gillingham Inglaterra             | 3.ª           | 2016-17       | 10 | 0 | 0 | 0 | 2 | 0 | 31 | 0 | 15 | 0 |
| Gillingham Inglaterra             | Total club    | Total club    | 10 | 0 | 0 | 0 | 2 | 0 | 3  | 0 | 15 | 0 |
| West Ham United U23 Inglaterra    | U23           | 2017-18       | -  | - | - | - | - | - | 21 | 0 | 2  | 0 |
| West Ham United U23 Inglaterra    | U23           | 2018-19       | -  | - | - | - | - | - | 1  | 0 | 1  | 1 |
| West Ham United U23 Inglaterra    | Total club    | Total club    | 0  | 0 | 0 | 0 | 0 | 0 | 2  | 0 | 3  | 0 |
| Total carrera                     | Total carrera | Total carrera | 15 | 0 | 0 | 0 | 2 | 0 | 7  | 0 | 24 | 0 |
| (1) Incluye datos del EFL Trophy. |               |               |    |   |   |   |   |   |    |   |    |   |